# Coppa Italia di Serie A2 2010-2011 (pallavolo femminile)
La Coppa Italia di Serie A2 di pallavolo femminile 2010-2011 si è svolta dal 26 gennaio al 13 marzo 2011: al torneo hanno partecipato 8 squadre italiane di club e la vittoria finale è andata per la prima volta al Loreto.

## Regolamento
Al torneo hanno partecipato le prime otto squadre classificate al termine del girone d'andata della regular season della Serie A2 2010-11, disputando poi i quarti di finale con gare d'andata e ritorno, semifinali e finale.

## Squadre partecipanti
| Squadra             | Qualificazione                         | Ultima partecipazione            |
| ------------------- | -------------------------------------- | -------------------------------- |
| Busnago             | 7ª al girone d'andata Serie A2 2010-11 | Coppa Italia di Serie A2 2009-10 |
| Crema               | 6ª al girone d'andata Serie A2 2010-11 | Debutto                          |
| Chieri              | 2ª al girone d'andata Serie A2 2010-11 | Coppa Italia di Serie A2 2009-10 |
| Loreto              | 3ª al girone d'andata Serie A2 2010-11 | Debutto                          |
| Parma               | 1ª al girone d'andata Serie A2 2010-11 | Coppa Italia di Serie A2 2009-10 |
| RDM Pomezia         | 4ª al girone d'andata Serie A2 2010-11 | Debutto                          |
| Pontecagnano Faiano | 5ª al girone d'andata Serie A2 2010-11 | Coppa Italia di Serie A2 2009-10 |
| Santa Croce         | 8ª al girone d'andata Serie A2 2010-11 | Debutto                          |

## Torneo

### Tabellone
|  | Quarti | Quarti              | Quarti | Quarti |  |   | Semifinali  | Semifinali          | Semifinali |  |   | Finale              | Finale | Finale |
|  |        |                     |        |        |  |   |             |                     |            |  |   |                     |        |        |
|  | 8      | Santa Croce         | 3      | 3      |  |   |             |                     |            |  |   |                     |        |        |
|  | 8      | Santa Croce         | 3      | 3      |  |   |             |                     |            |  |   |                     |        |        |
|  | 1      | Parma               | 1      | 1      |  |   |             |                     |            |  |   |                     |        |        |
|  | 1      | Parma               | 1      | 1      |  | 8 | Santa Croce | 2                   |            |  |   |                     |        |        |
|  |        |                     |        |        |  | 8 | Santa Croce | 2                   |            |  |   |                     |        |        |
|  |        |                     |        |        |  |   | 5           | Pontecagnano Faiano | 3          |  |   |                     |        |        |
|  | 5      | Pontecagnano Faiano | 3      | 3      |  |   | 5           | Pontecagnano Faiano | 3          |  |   |                     |        |        |
|  | 5      | Pontecagnano Faiano | 3      | 3      |  |   |             |                     |            |  |   |                     |        |        |
|  | 4      | RDM Pomezia         | 1      | 0      |  |   |             |                     |            |  |   |                     |        |        |
|  | 4      | RDM Pomezia         | 1      | 0      |  |   |             |                     |            |  | 5 | Pontecagnano Faiano | 2      |        |
|  |        |                     |        |        |  |   |             |                     |            |  | 5 | Pontecagnano Faiano | 2      |        |
|  |        |                     |        |        |  |   |             |                     |            |  |   | 3                   | Loreto | 3      |
|  | 7      | Busnago             | 1      | 2      |  |   |             |                     |            |  |   | 3                   | Loreto | 3      |
|  | 7      | Busnago             | 1      | 2      |  |   |             |                     |            |  |   |                     |        |        |
|  | 2      | Chieri              | 3      | 3      |  |   |             |                     |            |  |   |                     |        |        |
|  | 2      | Chieri              | 3      | 3      |  | 2 | Chieri      | 0                   |            |  |   |                     |        |        |
|  |        |                     |        |        |  | 2 | Chieri      | 0                   |            |  |   |                     |        |        |
|  |        |                     |        |        |  |   | 3           | Loreto              | 3          |  |   |                     |        |        |
|  | 6      | Crema               | 0      | 3      |  |   | 3           | Loreto              | 3          |  |   |                     |        |        |
|  | 6      | Crema               | 0      | 3      |  |   |             |                     |            |  |   |                     |        |        |
|  | 3      | Loreto              | 3      | 1      |  |   |             |                     |            |  |   |                     |        |        |
|  | 3      | Loreto              | 3      | 1      |  |   |             |                     |            |  |   |                     |        |        |

### Risultati

#### Quarti di finale

##### Andata
| 26 gennaio 2011 - ore 20:30 PalaParenti, Santa Croce sull'Arno | Santa Croce         | 3 - 1 | Parma       | 18-25, 25-21, 25-21, 25-21 |
| 26 gennaio 2011 - ore 20:30 PalaBerlinguer, Bellizzi           | Pontecagnano Faiano | 3 - 1 | RDM Pomezia | 25-7, 21-25, 25-22, 25-20  |
| 26 gennaio 2011 - ore 20:30 PalaBusnago, Busnago               | Busnago             | 1 - 3 | Chieri      | 11-25, 25-18, 22-25, 21-25 |
| 26 gennaio 2011 - ore 20:30 Palazzetto G.Bertoni, Crema        | Crema               | 0 - 3 | Loreto      | 16-25, 21-25, 23-25        |

##### Ritorno
| 2 febbraio 2011 - ore 20:30 PalaRaschi, Parma       | Parma       | 1 - 3 | Santa Croce         | 21-25, 25-18, 18-25, 20-25        |
| 2 febbraio 2011 - ore 20:30 Olimpia Palace, Pomezia | RDM Pomezia | 0 - 3 | Pontecagnano Faiano | 20-25, 19-25, 15-25               |
| 2 febbraio 2011 - ore 20:30 PalaFamila, Chieri      | Chieri      | 3 - 2 | Busnago             | 25-19, 24-26, 25-22, 18-25, 15-12 |
| 2 febbraio 2011 - ore 20:30 PalaSerenelli, Loreto   | Loreto      | 1 - 3 | Crema               | 21-25, 18-25, 25-19, 23-25        |

#### Semifinali
| 12 marzo 2011 - ore 16:00 PalaParenti, Santa Croce sull'Arno | Chieri      | 0 - 3 | Loreto              | 24-26, 24-26, 21-25               |
| 12 marzo 2011 - ore 18:30 PalaParenti, Santa Croce sull'Arno | Santa Croce | 2 - 3 | Pontecagnano Faiano | 23-25, 25-19, 23-25, 25-15, 10-15 |

#### Finale
| 13 marzo 2011 - ore 16:00 PalaParenti, Santa Croce sull'Arno | Pontecagnano Faiano | 2 - 3 | Loreto | 21-25, 27-25, 25-22, 22-25, 9-15 |